# Дрейфовий струм
Дре́йфовий струм — електричний струм, зумовлений рухом носіїв електричного заряду під дією електричного поля.
На носій заряду в електричному полі діє сила:
{\displaystyle \mathbf {F} =q\mathbf {E} },
де: {\displaystyle \mathbf {E} } — напруженість електричного поля, q — величина заряду.
Ця сила призводить до прискорення носів заряду, яке, однак, обмежене зіткненнями з різноманітними перешкодами. Якщо в середньому носії заряду між зіткненнями набирають швидкість v, то густина дрейфового струму дорівнює:
{\displaystyle j=qnv\,},
де n: — густина носіїв заряду.
Середня швидкість носів заряду залежить від прикладеного електричного поля й від часу між зіткненнями, який є характеристикою провідника.
Таким чином, величина дрейфового струму залежить від прикладеного поля, густини носіїв заряду, типу й характеристик центрів розсіювання носіїв заряду.
Дрейфовий струм зручно виражати через рухливість носіїв заряду μ:
{\displaystyle \mathbf {j} =qn\mu \mathbf {E} }.